# Tomber pour elle
Tomber pour elle – piosenka Amel Bent, która ukazała się na albumie À 20 ans. Autorem tekstu są: Lonnie Liston Smith, Tiery.F oraz Laouni Mouhid.

## Lista utworów
1. Tombé pour elle
2. La Fouine – Drôle de parcours